# James France
James France (* 1930 in Brüssel; † 31. August 2020) war ein britisch-dänischer Geschäftsmann, Ordenshistoriker, Kunsthistoriker, Zisterzienserforscher und Autor.

## Leben und Werk

### Der Geschäftsmann
James France kam als Sohn des britischen Designmöbel-Fabrikanten Charles William Fearnley France (1897–1972) und seiner Ehefrau Renée Mauricette France (1898–1981) zur Welt. Ab 1936 wuchs er in Dänemark auf, wohin sein Vater mit Familie gewechselt war. France studierte an der University of Oxford und schloss mit dem Master of Arts ab. 1957 stieg er in das Geschäft seines Vaters ein (für das unter anderen Finn Juhl Möbel entwarf). Nach dem Verkauf des Unternehmens im Jahre 1966 war er selbständiger Geschäftsmann. Über die Firmengeschichte des Familienunternehmens France & Søn publizierte er 2016 ein Buch.

### Der Zisterzienserforscher
Aus dem Ruhestand heraus kehrte James zur Wissenschaft zurück und arbeitete im Bereich der (in Oxford begonnenen) Zisterzienserforschung. Nach Büchern über die Zisterzienser in Skandinavien (1992) und in der mittelalterlichen Kunst (1998) wurde er 2002 von der Universität Roskilde promoviert mit der Arbeit The Medieval Iconography of St Bernard of Clairvaux c 1135 – c 1530 (2007 eingegangen in das Buch Medieval images of Saint Bernard of Clairvaux). 2012 legte er noch eine Untersuchung über die Konversen im Zisterzienserorden vor. France wurde 1998 Fellow (Mitglied) der Society of Antiquaries of London (FSA).

## Werke
- The Cistercians in Scandinavia. Cistercian Publications, Kalamazoo 1992, ISBN 0-87907-531-7.
- The Cistercians in medieval art. Sutton, London 1998, ISBN 0-7509-1583-8.
- Medieval images of Saint Bernard of Clairvaux. Cistercian Publications, Kalamazoo 2007, ISBN 0-87907-310-1.
- Separate but equal. Cistercian lay brothers, 1120–1350. Liturgical Press, Collegeville 2012, ISBN 978-0-87907-747-1
- France & Søn-British pioneer of Danish furniture. Forlaget Vita, Oslo 2016, ISBN 8799838818.